# ماساتوشی ناکایاما
ماساتوشی ناکایاما استاد شناخته شده کاراته شوتوکان بود که برای پایه‌ریزی انجمن کاراته ژاپن اقدام کرد. در سال ۱۹۴۸ اجرای هنرهای رزمی آزاد شد و دو تن از شاگردان قبلی دوجوی شوتوکان به نام‌های ماساتوشی ناکایاما و ایسائو اُباتا سازمان جدیدی را به نام انجمن کاراته ژاپن (JKA)به عنوان اولین تشکیلات رسمی کاراته در جهان بنیان نهادند.
کاراتهٔ شوتوکان با برنامه‌ریزی‌های استاد ناکایاما می‌رفت تا در سطح بین‌المللی مطرح شود. انجمن کاراته ژاپن با تربیت مدرس و اعزام آن‌ها به چهارگوشهٔ دنیا شروع به تبلیغ کاراته فوناکوشی نمود.